# 노변중학교
노변중학교(蘆邊中學校)는 대한민국 대구광역시 수성구 노변동에 있는 공립 중학교이다.

## 학교 연혁
- 2004년 7월 16일 : 노변중학교 설립 인가
- 2005년 3월 1일 : 이태옥 초대 교장 취임
- 2005년 3월 3일 : 2005학년도 입학식(신입생 340명 남 170명, 여 170명)
- 2008년 2월 14일 : 제1회 졸업(졸업생 379명 남 200명, 여 179명)
- 2016년 3월 2일 : 교육부 요청 교육과정(수학교육) 정책 연구학교 운영
- 2018년 1월 14일 : 신축 교사동 준공(교실 12실, 관리실 3실)
- 2022년 1월 6일 : 2021학년도 졸업식(졸업생 140명 남73명, 여 67명)
- 2022년 3월 1일 : 제7대 임상훈 교장 취임

## 참고 자료
- 노변중학교 - 한국교육학술정보원 학교알리미